# Blaue Scheinhortensie
Die Blaue Scheinhortensie (Deinanthe caerulea) ist eine Pflanzenart aus der Gattung der Scheinhortensien (Deinanthe) in der Familie der Hortensiengewächse (Hydrangeaceae).

## Merkmale
Die Blaue Scheinhortensie ist eine ausdauernde, krautige Pflanze, die Wuchshöhen von 30 bis 50 Zentimeter erreicht. Sie bildet ein Rhizom aus. Die Blätter sind gegenständig. Die Blattspreite ist breit elliptisch, eiförmig oder verkehrteiförmig, misst 10 bis 25 × 6 bis 16 Zentimeter, ist ganz an der Spitze zweispaltig und am Rand gesägt. Der Blütenstand besteht aus fertilen und sterilen Blüten. Die fruchtbaren Blüten weisen 6 bis 8 blaue, lilablaue oder hellrote Kronblätter auf. Staubblätter sind zahlreiche vorhanden. Staubfäden und Staubbeutel sind hellblau.
Die Blütezeit liegt im Juli und August.

## Vorkommen
Die Blaue Scheinhortensie kommt in China in West-Hubei in feuchten Wäldern in Höhenlagen von 700 bis 1600 Meter vor.

## Nutzung
Die Blaue Scheinhortensie wird selten als Zierpflanze für Gehölzgruppen genutzt. Sie benötigt einen halbschattigen, kühlen Standort mit humosem Boden.

## Belege
- Eckehart J. Jäger, Friedrich Ebel, Peter Hanelt, Gerd K. Müller (Hrsg.): Exkursionsflora von Deutschland. Begründet von Werner Rothmaler. Band 5: Krautige Zier- und Nutzpflanzen. Springer, Spektrum Akademischer Verlag, Berlin/Heidelberg 2008, ISBN 978-3-8274-0918-8.